# Saint-Macaire-en-Mauges
Saint-Macaire-en-Mauges è un comune francese soppresso e frazione del dipartimento del Maine e Loira nella regione dei Paesi della Loira. Dal 15 dicembre 2015 si è fuso con i comuni di Le Longeron, Montfaucon-Montigné, La Renaudière, Roussay, Saint-André-de-la-Marche, Saint-Crespin-sur-Moine, Saint-Germain-sur-Moine, Tillières e Torfou per formare il nuovo comune di Sèvremoine di cui è capoluogo.
Il nuovo comune ha sostituito la preesistente comunità di comuni di Moine-et-Sèvre creata nel 2007.

## Storia

### Simboli
Lo stemma comunale era stato adottato nel 1984.
Nello campo dello scudo sono rappresentati i simboli della storia antica del paese: il pastorale ricorda il passaggio di san Macario, discepolo di san Fiorenzo di Orange, e l'appartenenza del territorio all'abbazia di Saint Florent fino alla Rivoluzione francese; i due leoni affrontati sono ripresi dall'emblema di Folco Nerra conte d'Angiò, da cui dipendeva la baronia di Montfaucon; il giglio fa riferimento all'antica provincia dell'Angiò a cui il paese rimase fedele dalla guerra dei cent'anni; il menhir della Bretellière è testimonianza dell'epoca antica. Nel capo d'argento si trovano figure legate alle recenti attività economiche: l'aratro per l'agricoltura, il fiore di lino per la tessitura, lo stivale per i calzaturifici, l'ingranaggio per tutte le industrie sorte nel territorio del comune.

## Società

### Evoluzione demografica
Abitanti censiti